# Sieben Sommersprossen
Sieben Sommersprossen (en alemany Set pigues) és una pel·lícula romàntica d'Alemanya Oriental dirigida per Herrmann Zschoche, estrenada el 1978.

## Argument
Després d'haver viscut una vegada a la mateixa casa, Karoline, de 14 anys, i Robbi, de 15, es retroben després d'un llarg període de separació al campament d'estiu. A poc a poc, tots dos experimentaran el seu primer amor junts, mentre que el cap de la colònia prohibeix estrictament qualsevol relació física entre els joves. Durant aquest temps, dos dels monitors més joves de la colònia decideixen proposar als joves participar en un assaig de Romeu i Julieta.

## Repartiment
- Kareen Schröter: Karoline Hinze
- Harald Rathmann: Robert
- Christa Löser: Sig.ra Kränkel
- Evelyn Opoczynski: Bettina
- Jan Bereska: Benedikt
- Barbara Dittus: mare de Karoline
- Hilmar Baumann: pare de Robert
- Janine Beilfuß: Marlene
- Carola Spindler: Doris
- Sabine Schmich: Johanna
- Michael Böttcher: Paulchen
- René Rudolph: Micha

## Rodatge
Els exteriors van ser filmats a Brandenburg. L'escena del bany es va rodar al Spree en un lloc anomenat Werder a la ciutat de Tauche. El casal d'estiu es troba a Gräbendorf, al municipi de Heidesee, així com al Schloss Groß Rietz a Rietz-Neuendorf.

## Acollida
Segons Bernard Eisenschitz, la pel·lícula representa "un ciutadà conscient que busca el primer amor" i representa "una bufetada a la vella podrida alemanya, que transposa Romeu i Julieta a un campament d'estiu».
Va vendre 1,1 milions d'entrades quan es va estrenar a la República Democràtica Alemanya. La seva representació del primer amor adolescent i en particular l'escena de naturisme al riu de personatges joves la van convertir en una pel·lícula de culte per al públic.